# Reinhard Ueberhorst

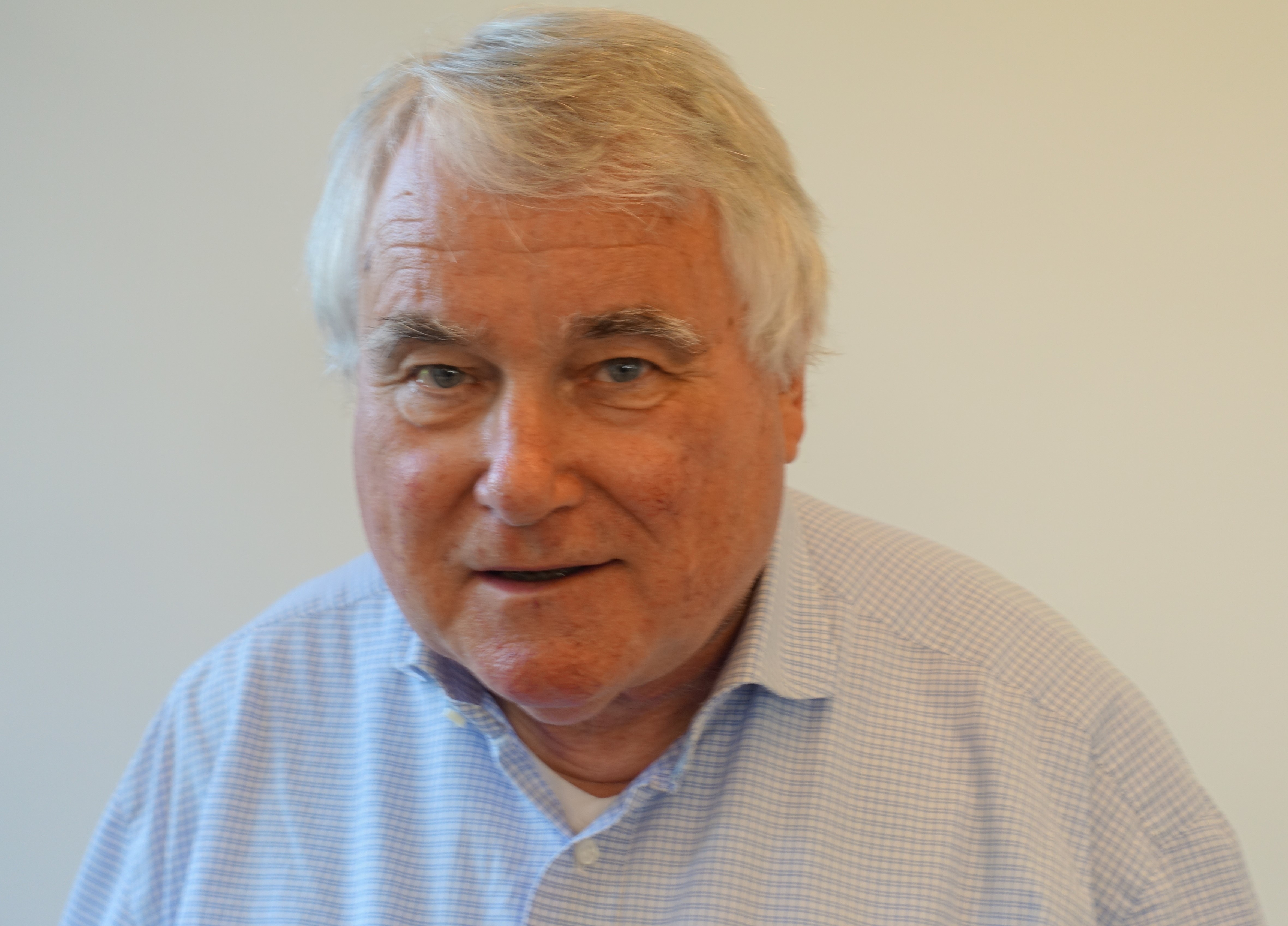
Reinhard Ueberhorst 2021

Reinhard Ueberhorst (* 24. April 1948 in Elmshorn) ist ein deutscher Politiker (SPD), wissenschaftlicher Berater und Autor.

## Leben
Nach dem Abitur an der Elmshorner Bismarckschule studierte Reinhard Ueberhorst an der Universität Hamburg das Fach Rechtswissenschaft, das er 1972 mit dem Ersten Staatsexamen abschloss. Danach absolvierte er bis 1974 ein politikwissenschaftliches Studium an der Universität Amsterdam.
Im Herbst 1976 wurde Ueberhorst – im Alter von 28 Jahren – im Wahlkreis 7 (Pinneberg) für die SPD in den Bundestag der 8. Wahlperiode (1976–1980) gewählt. Dort war er von 1979 bis 1980 Vorsitzender der ersten energiepolitischen Enquete-Kommission, die den Namen Zukünftige Kernenergie-Politik führte.
Seine Wiederwahl als MdB erfolgte 1980 zur 9. Wahlperiode (1980–1983). Sein Mandat legte Ueberhorst im Januar 1981 nieder, als er von Berlins neuem Regierenden Bürgermeister Hans-Jochen Vogel zum Senator für Gesundheit und Umweltschutz berufen wurde. Die Amtszeit dauerte bis zum 11. Juni 1981, da die CDU unter Richard von Weizsäcker die Neuwahlen vom 10. Mai 1981 gewonnen hatte und die SPD in die Opposition ging. Reinhard Ueberhorst blieb Mitglied des Berliner Abgeordnetenhauses (MdA) bis 1985.
Seit 1981 führt Reinhard Ueberhorst ein Beratungsbüro für diskursive Projektarbeiten und Planungsstudien. Das Leistungsangebot für staatliche Institutionen, Unternehmen, Hochschulen, Forschungseinrichtungen und zivilgesellschaftliche Organisationen zielt auf Themenfelder, in denen komplexe, multidisziplinär und transwissenschaftlich geprägte Alternativen besser erkundet, konzeptualisiert, analysiert und Beratungs- und Entscheidungsprozessen zugeführt werden sollen. Zur Methodik und mit der Durchführung dieser Projekte sind zahlreiche Veröffentlichungen entstanden (s. u. Veröffentlichungen).
Die kleinste Form diskursiver Projektarbeit als kooperativer Reflexion und Kommunikation sind die seit 1982 in Ueberhorsts Beratungsbüro durchgeführten Elmshorner Gesprächsabende. Diese Gesprächsabende sind Gesprächsexperimente zu Leitfragen, die keiner der Teilnehmer zuvor jemals in einer vergleichbaren pluralistischen Gruppe diskutiert hat. Der Planer und Gastgeber entwickelt die Leitfrage in der Regel mit einem philosophischen oder literarischen oder wissenschaftlichen Text. So es der Text einer lebenden Autorin ist, ist diese immer unter den Teilnehmenden. Die pluralistische Gruppe umfasst in der Regel 14–18 Mitglieder aus verschiedenen Berufswelten, aus verschiedenen technik-, natur-, geistes- und sozialwissenschaftlichen Disziplinen und mit unterschiedlichen politischen Orientierungen.
Ueberhorst ist seit 2008 als Lehrbeauftragter im Studium Generale der Elmshorner Nordakademie Hochschule der Wirtschaft tätig. Dort veranstaltet er ein Seminar für Politik und Wirtschaft – Basiswissen und -kompetenzen für Querdenker:innen. Im Wintersemester 2014/2015 hatte Ueberhorst einen Lehrauftrag an der Universität Witten-Herdecke für ein Seminar über diskursive Politik übernommen. Dieses Seminar wurde im Wintersemester 2015/2016 wiederholt. Zum Seminar in der NORDAKADEMIE gehört ein Forum Politik und Wirtschaft, eine vierteljährlich stattfindende Vortrags- und Diskussionsveranstaltung, an der alle Hochschulangehörigen und auch interessierte Bürger teilnehmen können. Behandelt werden politische und wirtschaftliche Themen und Fragen, die mit Hilfe wissenschaftlicher Expertise besser aufbereitet und vermittelt, durch Wissenschaftler aber nicht legitimiert entschieden werden können.
In die Diskussion um die Politik zum Atommüll hat Ueberhorst konzeptionelle Vorstellungen zur demokratischen Atommüllpolitik und kritische Analysen der Kommission Lagerung hoch radioaktiver Abfallstoffe eingebracht.

## Veröffentlichungen
- 2018: Über die Aktualität von Jochen Steffen im 21. Jahrhundert. In: Uwe Danker, Jens-Peter Steffen (Hrsg.): Jochen Steffen. Ein politisches Leben. Malente, ISBN 978-3-933862-53-2, S. 347–412 (Sonderveröffentlichung des Beirats für Geschichte, Nr. 24).
- 2017: „Grosse gesellschaftliche Herausforderungen“ und das aktuelle Anregungspotenzial philosophischer Werke aus früheren Zeiten im Studium generale. (PDF; 3,3 MB) In: Nordblick – Forschung an der Nordakademie, Nordakademie – Hochschule der Wirtschaft, Heft 4/2017, S. 78–94.
- 2014: Demokratische Atommüllpolitik, was wäre das? In: Georg Plate (Hrsg.): Forschung für die Wirtschaft 2014. Cuvillier, Göttingen, ISBN 978-3-95404-948-6, S. 209–252.
- 2013: Über den Umgang mit nicht beliebigen kooperativen Leistungszielen im Arbeitsprozess der wachstumspolitischen Enquete-Kommission des Deutschen Bundestages (2011–2013). In: Georg Plate (Hrsg.): Forschung für die Wirtschaft 2013. Cuvillier, Göttingen, ISBN 978-3-95404-632-4, S. 315–341.
- 2012: Brauchen wir einen Neuen Gesellschaftsvertrag für unsere gesellschaftliche Politikfähigkeit? In: Georg Plate (Hrsg.): Forschung für die Wirtschaft 2012. Cuvillier, Göttingen, ISBN 978-3-95404-296-8, S. 287–314.
- 2011: Gesellschaftliche Politikfähigkeit und diskursive Politik – Ziel und Entwicklungsaufgaben. In: Georg Plate (Hrsg.): Forschung für die Wirtschaft. Shaker Verlag, Aachen, ISBN 978-3-8440-0684-1, S. 173–194.
- 2011: Politischer Streit als kooperative Findekunst. Wie die „wachstumspolitische Kontroverse“ befördert werden sollte. In: Neue Gesellschaft Frankfurter Hefte, Nr. 3, S. 24–28.
- 2010: Wie beliebig ist der Umgang mit politischen Konflikten im Raum der strategischen Energie- und Umweltpolitik? In: Peter H. Feindt, Thomas Saretzki (Hrsg.): Umwelt- und Technikkonflikte. VS-Verlag, Wiesbaden, ISBN 978-3-531-17497-6, S. 54–75.
- 2008: Gefragt sei nach den Gütekriterien für Themen der politischen Willensbildung in einer „guten Welt“. In: Andreas Vieth, Christoph Halbig, Angela Kallhoff (Hrsg.): Ethik und die Möglichkeit einer guten Welt. Gruyter, Berlin, ISBN 3-11-020270-0, S. 213–226.
- 2007: Wider eine irrationale nukleare Entsorgungspolitik. Zusammen mit Hermann Scheer. In: Solarzeitalter, 3/2007, 19. Jahrgang, S. 73–74.
- 2004: Komplexe politische Alternativen und richtige Leistungsziele von Ministerialverwaltungen. (PDF; 1,4 MB) In: Forschungsjournal: Neue Soziale Bewegungen, Heft 3/2004, S. 55–65.
- 2004: Über die Liebe zur politischen Kontroverse. Eine Betrachtung für Hermann Scheer. In: Joachim Bücheler (Hrsg.): Praktische Visionen. Festschrift für Hermann Scheer. Ponte Press, Bochum
- 2001: Über den politischen Umgang mit komplexen Alternativen. Eine Betrachtung (nicht nur) zur Energiepolitik der letzten 25 Jahre. In: Gerd Michelsen, Udo Simonis, Siegfried de Witt (Hrsg.): Ein Grenzgänger der Wissenschaften. Aktiv für Natur und Mensch. Festschrift für Günter Altner. Berlin.
- 1997: Über die Bildung von Kooperationsinteressen. Eine Betrachtung zur zukünftigen Umweltpolitik und der „Geschichte der Abderiten“ (1781). In: Lutz Mez, Helmut Weidner (Hrsg.): Umweltpolitik und Staatsversagen. Perspektiven und Grenzen der Umweltpolitikanalyse. Festschrift für Martin Jänicke. Sigma, Berlin.
- 1996: Demokratie, Wirtschaft und langfristige Leitbilder. Wann und warum sollten Unternehmen welche neuen externen Kooperationspotentiale erschließen? In: Joachim Freimuth, Fritz Straub (Hrsg.): Demokratisierung von Organisationen. Festschrift für Eberhard Schnelle. Gabler, Wiesbaden.
- 1995: Warum brauchen wir neue Politikformen?. In: Reform des Staates – Neue Formen kooperativer Politik. Friedrich-Ebert-Stiftung, Bonn, S. 9–41.
- 1992: Planungsstudie zur Bildung und Arbeitsplanung einer unabhängigen Kommission zur Förderung energiepolitischer Verständigungsprozesse in der Bundesrepublik Deutschland. Erstellt im Auftrag des Bundesministeriums für Wirtschaft gemeinsam mit anderen Autoren. Bonn.
- 1990: Planungsstudie und diskursanalytische Vorstudien zur Förderung chemiepolitischer Verständigungsprozesse. Mit Reinier de Man. Band 1. Ders.: Zur Initiierung, Durchführung und Fortsetzung erster kooperativer Arbeiten mit Gewerkschaften, industriellen und ökologischen Partnern. Band 2/1992. In: Umweltforum Frankfurt (Hrsg.): Chemiepolitische Verständigungsaufgaben.
- 1990: Sicherheitsphilosophische Verständigungsaufgaben – ein Beitrag zur Interpretation der internationalen Risikodiskussion. Mit Reinier de Man. In: M. Schüz (Hrsg.): Risiko und Wagnis – Die Herausforderung der industriellen Welt. Pfullingen.
- 1988: Creative Democracy. Systematic Conflict Resolution and Policymaking in a World of High Science and Technology. Gemeinsam mit Tom R. Burns, mit einem Vorwort von Willy Brandt, Praeger, New York / Westport CT / London.
- 1986: Planungsstudie für eine wissenschaftspolitische Initiative der Behörde für Wissenschaft und Forschung zur Förderung rechtswissenschaftlicher Forschung und Lehre in der Universität Hamburg im Aufgabenfeld „Recht und Technik“, im Auftrag der BWF.
- 1986: Technologiepolitik – was wäre das? Über Dissense und Meinungsstreit als Noch-nicht-Instrumente der sozialen Kontrolle der Gentechnik. In: Regine Kollek, B.Tappeser, Günter Altner (Hrsg.): Die ungeklärten Gefahrenpotentiale der Gentechnologie. München.
- 1985: Zur Politikstilkrise der Kernenergiediskussion. In: Helmut Schmidt, Walter Hesselbach (Hrsg.): Kämpfer ohne Pathos. Festschrift für Hans Matthöfer. Bonn.
- 1985: AUSgebrütet – Argumente zur Brutreaktorpolitik. Hrsg. zusammen mit Klaus Michael Meyer-Abich. Birkhäuser, Basel, ISBN 3-7643-1701-9.
- 1985: Methodische Reflexionen zu Beratungsprozessen im Interaktionsfeld Wissenschaft-Politik-Gesellschaftliche Gruppen. Wissenschaftszentrum Berlin für Sozialforschung, Berlin
- 1984: Normativer Diskurs und technologische Entwicklung. Juristische Fiktionen und Noch-nicht-Beiträge. In: Alexander Roßnagel (Hrsg.): Recht und Technik im Spannungsfeld der Kernenergiekontroverse. Opladen.
  - 1990: Nachdruck in G. Ropohl/W. Schuchardt/R. Wolf (Hrsg.): Schlüsseltexte zur Technikbewertung. Dortmund.
- 1983: Planungsstudie zur Gestaltung von Prüf- und Bürgerbeteiligungsprozessen im Zusammenhang mit nuklearen Großprojekten am Beispiel der Wiederaufbereitungstechnologie. Im Auftrag der Hessischen Landesregierung. Wiesbaden.
- 1983: Örtliche Energiepolitik. In: Knut Nevermann: Lokal 2000. Berlin als Testfall. Rowohlt, Reinbek bei Hamburg.
- 1980: Zukünftige Kernenergiepolitik. Kriterien – Möglichkeiten – Empfehlungen. 2 Bände. Mitautor und Vorsitzender der Kommission: Bericht der Enquête-Kommission des 8. Deutschen Bundestages.
- 1980: Fortschritt – Technik – Humanität. In Thomas Meyer (Hrsg.): Demokratischer Sozialismus – Geistige Grundlagen und Wege in die Zukunft. München, S. 295–306.